# Ca trù
Ca Tru (歌籌) ist eine Form der gesungenen Poesie vietnamesischer Musik, wie sie dort im Norden seit dem 11. Jahrhundert praktiziert wird.
Ca Tru wurde 2009 von der UNESCO in die Liste der immateriellen Kulturgüter aufgenommen, die dringend Schutz benötigen, weil die Musiker des Ca Tru meist älter sind und ihre Zahl rückläufig ist.

## Geschichte
Ca Tru ist offiziell unter der Ly-Dynastie im 11. Jahrhundert entstanden. Zunächst wurde es am königlichen Hof und bei religiösen Riten gespielt. Es galt stilistisch als ein Symbol der herrschenden Oberschicht. Die breite Bevölkerung fand keinen Zugang zu Ca Tru; diese war mehr zum Stil des Hát chèo hingezogen, einer Art des Minnegesanges, die auch in kleinen Gaststätten und bei verschiedenen Veranstaltungen wie Banketten oder Hochzeiten verbreitet war. Den Kastagnetten ähnliche Instrumente aus Bambus waren das Hauptinstrument und die Zuschauer begleiteten die Sängerin mit Trommeln.
Erst im 15. Jahrhundert löste sich Ca Tru vom Kastensystem los und erreichte eine größere Verbreitung in der Bevölkerung Nordvietnams. Die Künstler wurden beispielsweise gerufen, um die Geburt eines Sohnes zu lobpreisen.
Im 19. Jahrhundert, als Vietnam unter französischen Kolonisierung geriet, erfuhr das Ca Tru eine signifikante Änderung. Nach den vornehmen Kunden, die ein höheres Bildungsniveau hatten und mit der französischen Regierung kollaborierten, bildete sich eine neue Gesellschaftsschicht Vietnams. Deren Angehörige waren zwar wohlhabend, hatten aber keine höhere Bildung und, da Ca Tru meist durch eine einzelne Frau gespielt wurde, ähnelten die Auftritte dort immer mehr denen einer Geisha. Die neuen Konsumenten hatten gar nicht viel Kunstverständnis für das Ca Tru und waren eher von der sexuellen Ausstrahlung der Darbietenden fasziniert. Ca Tru entwickelte sich allmählich zu einer Form der Prostitution.
Im 20. Jahrhundert verschwand das Ca Trù zunächst in die Bedeutungslosigkeit, als die Kommunistische Partei Vietnams 1945 nach der Augustrevolution an die Macht kamen. Ca Trù wurde als mit der Prostitution verbunden systematisch unterdrückt. Im Indochina-Krieg und Vietnamkrieg geriet es nahezu in Vergessenheit.
Erst ab 1976 wurde die traditionelle Form des Ca Tru gelegentlich wieder zum Aufleben gebracht.

## Spielweise
Ca Tru wird heute meist von Trios dargeboten, einer Sängerin und zwei Musikern. Die Sängerin produziert mit einer hohen gepressten Stimme, bestimmten Atemtechniken und Vibrato einzigartige Klangornamentiken, während sie eine Bambusröhre phách mit zwei Stöcken schlägt.
Viele Texte von Ca Tru wurde von Dichtern Chu Mạnh Trinh, Nguyen Cong Tru, Tu Xuong, Duong Khue und Tan Da. Die beiden Instrumentalisten begleiten die Sängerin mit der dreisaitigen gezupften Langhalslaute đàn đáy und der kleinen, senkrecht aufgestellten Zylindertrommel trống chầu, die mit einem Stock geschlagen wird. Einige Ca Tru Darbietungen beinhalten Tänze.